# 长苞高山栎
长苞高山栎（学名：Quercus fimbriata）是壳斗科栎属的植物，是中国的特有植物。分布于中国大陆的四川、云南等地，生长于海拔2,700米至3,100米的地区，见于山地森林中，目前尚未由人工引种栽培。